# Modibo Kadjoké
Modibo Kadjoké est un homme politique malien né en 1962 à Ségou (Mali).
Titulaire d’une maîtrise en droit privé obtenue à l'École nationale d'administration (ENA) de Bamako, Modibo Kadjoké a été successivement Directeur du Fonds auto-renouvelable pour l’emploi (Fare) et Directeur l'Agence pour la promotion de l’emploi des jeunes (Apej) .
Militant et responsable au Congrès national d'initiative démocratique (Cnid) , Modibo Kadjoké a été nommé ministre  de l'Emploi et de la Formation professionnelle dans le Gouvernement de Cissé Mariam Kaïdama Sidibé le 6 avril 2011,.